# Fünf Standardzeiten am Bodensee

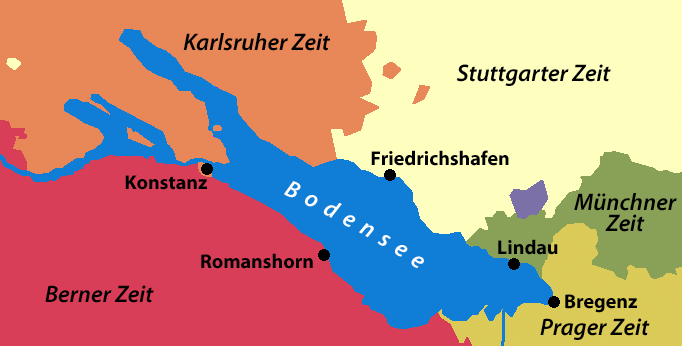
Die fünf Anrainerstaaten am Bodensee mit fünf verschiedenen Zeitmaßen (Ortszeiten der jeweiligen Hauptorte), vor 1895

Bis Ende des 19. Jahrhunderts galten in den Anrainerstaaten des Bodensees fünf verschiedene Standardzeiten für die Angabe der Uhrzeit.

## Die Situation am Bodensee
Die besondere Situation am nur etwa 46 km  und 0°34′ geographische Längendifferenz langen Bodensee – fünf kleine Gebiete mit fünf Zeitmaßen für die Angabe der Tageszeit – ergab sich im 19. Jahrhundert durch  fünf Anrainerstaaten mit jeweils eigenen Zeitmaßen (Ortszeiten der Hauptorte). Am badischen Bodenseeufer war die „Karlsruher Zeit“ maßgebend, am württembergischen die „Stuttgarter Zeit“, am bayerischen die „Münchner Zeit“, am österreichischen die „Prager Zeit“ und am schweizerischen Ufer die „Berner Zeit“. Entsprechend enthielten die Eisenbahn- und Schiffsfahrpläne Hinweise auf die Zeitunterschiede.
Die Vielfalt hatte verschiedene Folgen: Die Verwaltungen der Ländereisenbahnen, denen auch die jeweiligen Schifffahrtsbetriebe unterstanden, mussten die Anschlussmöglichkeiten der Schiffe und Bahnen gewährleisten, wofür der Verband der „Vereinigten Dampfschiffahrts-Verwaltungen“ gegründet wurde. Die Hafenuhren zeigten gleichzeitig verschiedene Zeiten an; die in Romanshorn hatte deshalb drei Zifferblätter. Die Kapitäne kündigten zur Sicherheit die Abfahrt jeweils eine Viertelstunde vorher durch einen Kanonenschuss und das Läuten der Schiffsglocke an. Außerdem mussten sie alle paar Kilometer die Borduhr ihrer Schiffe verstellen. Und die Fahrgäste mussten die verschiedenen Uhrzeiten bei ihrer Terminplanung berücksichtigen.
Ein Beispiel:
Ein Fahrgast bestieg in Bregenz das Schiff nach Konstanz, um dort mit der Droschke ins benachbarte Kreuzlingen zu fahren. Dabei mussten die fünf Ortszeiten, wie in folgender Tabelle enthalten (pro Ortszeit ist nur jeweils eine Anlegestelle aufgeführt),  beachtet werden:
| Hafen           | Land        | Ortszeit         | Ankunft  | Ankunft     | Abfahrt  | Abfahrt     | Ortszeit | Ortszeit  |
| Hafen           | Land        | Ortszeit         | Ortszeit | Prager Zeit | Ortszeit | Prager Zeit | Minuten  | kumuliert |
| --------------- | ----------- | ---------------- | -------- | ----------- | -------- | ----------- | -------- | --------- |
| Bregenz         | Österreich  | Prager Zeit      |          |             | 09:40    | 09:40       |          |           |
| Lindau          | Bayern      | Münchner Zeit    | 09:54    | 10:05       | 10:04    | 10:15       | − 11     | − 11      |
| Friedrichshafen | Württemberg | Stuttgarter Zeit | 11:19    | 11:40       | 11:29    | 11:50       | − 10     | − 21      |
| Konstanz        | Baden       | Karlsruher Zeit  | 13:06    | 13:30       | (13:10)  | (13:34)     | 0− 3     | − 24      |
| Kreuzlingen     | Schweiz     | Berner Zeit      | (13:16)  | (13:44)     |          |             | 0− 4     | − 28      |

Die Fahrt per Schiff von Bregenz nach Konstanz dauerte in Echtzeit, also ohne Berücksichtigung der Zeitverschiebung, 3 Stunden und 50 Minuten, aber mit deren Berücksichtigung (ablesbar auf lokalen Uhren) nur 3 Stunden und 26 Minuten, also 24 Minuten weniger. Bei Ankunft in Kreuzlingen (Berner Zeit) war der maximale Zeitunterschied mit 28 Minuten erreicht. Bei der Rückfahrt hob sich dieser scheinbare „Zeitgewinn“ wieder auf und summierte sich zu einem „Zeitverlust“.

## Die Mitteleuropäische Zeit als Lösung
1890 einigten sich die im Verein Deutscher Eisenbahnverwaltungen organisierten Staatsbahnen auf die Mitteleuropäische Zeit (MEZ) als gemeinsame Betriebszeit. Ab dem 1. April 1892 wurde die MEZ für die deutschen Bodenseeanrainer Großherzogtum Baden, Königreich Bayern und Königreich Württemberg als allgemeine Zeit im Alltag verbindlich. Bereits 1891 wurde die MEZ im österreichischen Eisenbahn- und Telegraphendienst eingeführt. In der Schweiz erließ der (kantonale) Berner Regierungsrat eine Weisung, nach der die Mitteleuropäische Zeit ab dem 1. Juni 1894 für das bürgerliche und amtliche Leben eingeführt werden sollte. Dabei sollten sämtliche öffentliche Uhren (Kirchenuhren und andere) um 30 Minuten vorgerückt werden. Diese Berner Regelung wurde auch von den anderen Schweizer Kantonen übernommen. Da aber zu diesem Zeitpunkt der Schweizer Bodensee-Schiffsfahrplan bereits gültig war, mussten die Schweizer Fahrgäste bis zum nächsten Fahrplanwechsel diese 30 Minuten von der neuen Zeit wieder abziehen. Ab 1895 gab es am Bodensee nur noch eine Zonenzeit, die MEZ.